# 美蘭湖駅
座標: 北緯31度24分13秒 東経121度20分43秒 / 北緯31.40361度 東経121.34528度
美蘭湖駅（びらんこえき）は、中華人民共和国上海市宝山区に位置する上海地下鉄7号線の駅である。計画時の名称は羅店駅であった。

## 駅構造
- 相対式ホーム2面2線を有する高架駅。

## 歴史
- 2010年12月28日 - 開業。

## 隣の駅
上海軌道交通
■7号線
美蘭湖駅 - 羅南新村駅